# 현풍곽씨 십이정려각
현풍곽씨십이정려각(玄風郭氏十二旌閭閣)은 대한민국 대구광역시 달성군 현풍읍 지리에 있는 조선시대의 정려각이다. 1995년 5월 12일 대구광역시의 문화재자료 제29호로 지정되었다.

## 개요
현풍 곽씨 집안의 유교 도덕에 기본이 되는 삼강(三綱)을 지킨 28인의 정려비로, 선조 31년(1598)부터 영조 때(재위 1567∼1608)까지 포상된 12명을 한 곳에 모시고 있다.
조선시대에는 임금과 신하, 아버지와 자식, 남편과 아내 사이에 마땅히 지켜야 할 도리인 삼강을 잘 지키면 이를 국가에서 포상하며 기리도록 하였다. 한 마을의 한 성씨(곽씨)에서 12명의 포상자가 나왔다는 것은 흔치 않은 일로서, 정려를 받게 된 이유는 다음과 같다.
임진왜란 때 안음현감 곽준이 황석산성에서 두 아들과 같이 전사하게 되자 며느리와 출가한 딸이 남편을 따라 자결하였기에 선조가 정려했다.
곽재훈의 아들 4형제가 임진왜란 때 병환 중에 있는 아버지를 왜적으로부터 보호하였기에 선조가 정려했다.
곽재기의 부인 광주 이씨는 임진왜란 때 왜병을 만나자 순결을 지키기 위해 물에 빠져 죽었기에 선조가 정려했고, 곽홍원의 부인 밀양 박씨는 강도가 들어와 남편을 해치려 하자 죽음으로써 남편을 보호하였기에 현종이 정려했다.
곽수영의 부인 안동권씨는 남편이 병으로 위독하게 되자 자신이 대신 죽기를 기원했으나, 남편이 죽게 되자 먹지 않고 따라 죽게 되니 현종이 정려했다.
건물은 앞면 12칸·옆면 2칸 규모로, 지붕은 옆면에서 볼 때 여덟 팔(八)자 모양인 팔작지붕이다. 지붕 처마를 받치기 위해 장식하여 만든 공포는 기둥 위에만 있는 주심포 양식으로 꾸몄다.
정려각 안에는 2개의 비석과 12개의 현판이 있다. 건물과 현판은 최근 것이나, 12정려각은 그 유례가 흔치 않은 것으로 중요한 유산이라 할 수 있다.

## 참고 문헌
- 현풍곽씨십이정려각 - 국가유산청 국가유산포털